# Pierres du Meniscoul
Les pierres du Meniscoul sont des roches gravées situées à Piriac-sur-Mer, dans le département de la Loire-Atlantique (France).

## Description
Les pierres du Meniscoul (ou du Maniscoul) sont situées dans le jardin de la mairie de Piriac-sur-Mer. Il s'agit de blocs de granite comportant de nombreuses gravures, peu visibles à l'œil nu, principalement des croix associées à des formes géométriques et des cupules.

## Historique
Selon les dernières études, les gravures dateraient du XVIe au XIXe siècle ; elles étaient auparavant attribuées à la période préhistorique, par similitude avec les monuments mégalithiques de la région. Il semblerait qu'il s'agit à l'origine d'un seul bloc de 7 t, brisé par la suite
Dans la deuxième moitié du XIXe siècle, les pierres sont situées près du hameau de Saint-Sébastien, à l'ouest du hameau de Piriac-sur-Mer, plus dans les terres, dans la zone des cartes du Diable, un affleurement granitique gravé qui semble de même origine. Elles tirent leur nom du moulin du Meniscoul, dont elles sont proches.
Le site est étudié en 1873 ; les pierres de Meniscoul sont déplacées à peu près à la même époque dans le jardin de la mairie de Piriac-sur-Mer,.